# Ponte Dom Luís I
Ponte Luís I – dwukondygnacyjny most stalowy w Porto w Portugalii, znak rozpoznawczy miasta, wybudowany w końcu XIX w. Nazwany na cześć króla Ludwika I.
Most łączy brzegi rzeki Duero. Długość całkowita wynosi 385,25 metrów, masa mostu wynosi 3045 ton. Górny pokład mostu został przekształcony w trasę linii metra w Porto.

## Historia

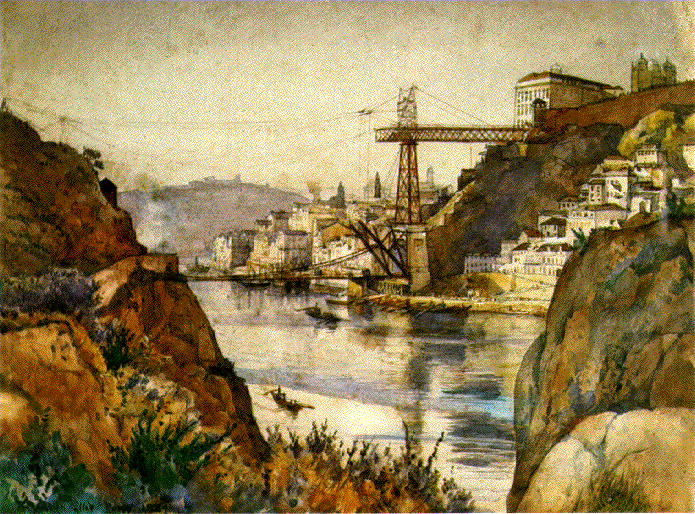
Widok początkowej budowy mostu od strony ujścia rzeki (1881-1886)

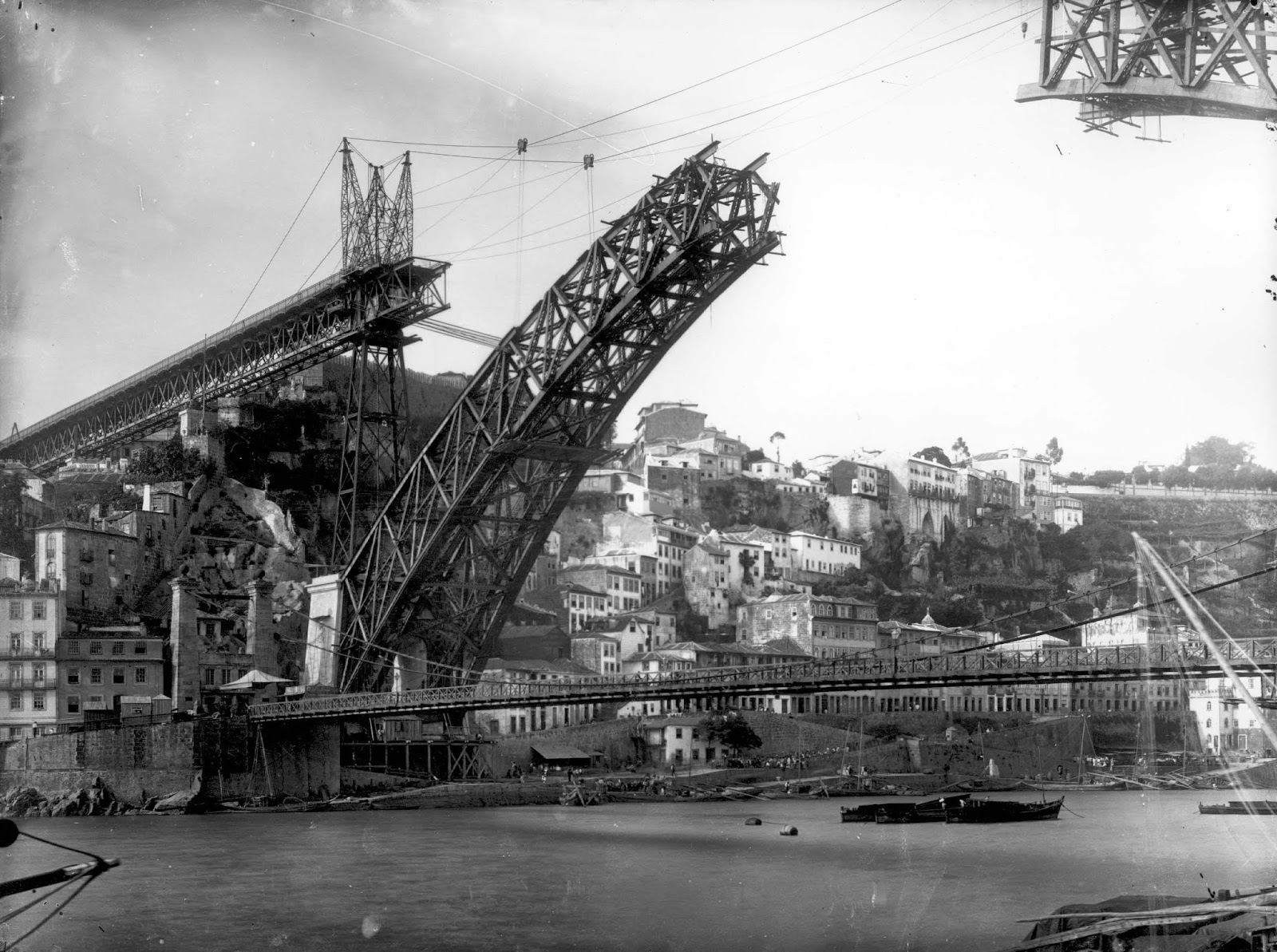
Widok z 1883 roku na Ponte Pênsil i Luís I, ukazujący budowę łuku

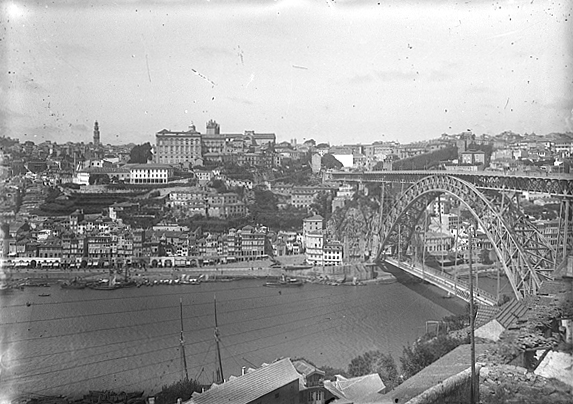
Perspektywa mostu na początek XX wieku, sfotografowana od północy z Vila Nova de Gaia

W 1879 roku Gustave Eiffel przedstawił projekt budowy nowego mostu nad Douro z jednym, wysokim pokładem, aby ułatwić żeglugę statków. Projekt został odrzucony z powodu dynamicznego wzrostu ludności miejskiej, co wymagało przemyślenia koncepcji pojedynczego pokładu.
W listopadzie 1880 roku rozpoczęto konkurs na budowę dwupoziomowego mostu metalowego. Wśród uczestników byli m.in. Compagnie de Fives-Lille, Cail & C., Schneider & Co., Gustave Eiffel, Lecoq & Co., Société de Braine-le-Comte, Société des Batignolles (która przedstawiła dwie koncepcje), Andrew Handyside & Co., Société de Construction de Willebroek (również dwa projekty) oraz John Dixon. W styczniu następnego roku komitet poparł projekt Société de Willebroek, którego koszt wynosił 369,000$00 réis i zapewniał większą nośność. 21 listopada 1881 roku prace publiczne zostały przyznane belgijskiej firmie Société de Willebroek z Brukseli za 402 contos. Nadzorował je Théophile Seyrig, uczeń Gustave'a Eiffela i autor projektu. Seyrig wcześniej pracował nad mostem D. Maria z Eiffelem, stąd podobieństwo jego nowego mostu do Mostu Maria Pia. Budowa Ponte Luís I rozpoczęła się obok wież wcześniejszego mostu kolejowego, Ponte Pênsil, który został rozebrany.
26 maja 1886 roku rozpoczęły się pierwsze próby obciążeniowe z transportem 2000 kilogramów (4400 lb) na metr. 30 października zakończono budowę głównego łuku i górnego pokładu, a inauguracja miała miejsce następnego dnia. 1 listopada wdrożono system opłat pod nadzorem zwycięskiej firmy, który wynosił 4 réis na osobę. W następnym roku oddano do użytku dolny pokład, kończąc tym samym projekt. Podczas ceremonii most został poświęcony przez biskupa D. Américo.
Na początek XX wieku (1908) w centrum miasta zainstalowano tramwaje elektryczne, które kursowały również przez most.
1 stycznia 1944 roku system opłat został zniesiony, a most zaczął funkcjonować jako bezpłatna infrastruktura władz miejskich Porto. Początkowo, przez ponad sto lat, most obsługiwał ruch drogowy na obu pokładach. Wraz z innymi pojazdami, elektryczne tramwaje przekraczały górny pokład od 1908 roku do maja 1959 roku, a trolejbusy przekraczały oba pokłady od maja 1959 roku do 1993 roku. W 1954 roku rozpoczęły się prace publiczne na moście pod kierunkiem inżyniera Edgara Cardoso, który rozszerzył pokłady i usunął elektryfikację pokładu.
W 1982 roku most został uznany za kulturalne dziedzictwo Imóvel de Interesse Público (Nieruchomość o Znaczeniu Publicznym) przez krajową agencję IGESPAR, portugalski Instytut Zarządzania Dziedzictwem Architektonicznym i Archeologicznym. W 2003 roku ruch drogowy został ograniczony do dolnego pokładu. Górny pokład służy obecnie głównie pieszym i linii metra Porto.
Na początku XXI wieku most przeszedł proces rewitalizacji. Wykonano prace renowacyjne, które przyczyniły się do zachowania i zabezpieczenia konstrukcji dla przyszłych pokoleń. Obecnie most stanowi jeden z kluczowych symboli Porto, stanowiący połączenie między dwiema stronami miasta i umożliwiający mieszkańcom oraz turystom zachwycający widok na rzekę Douro.

## Galeria

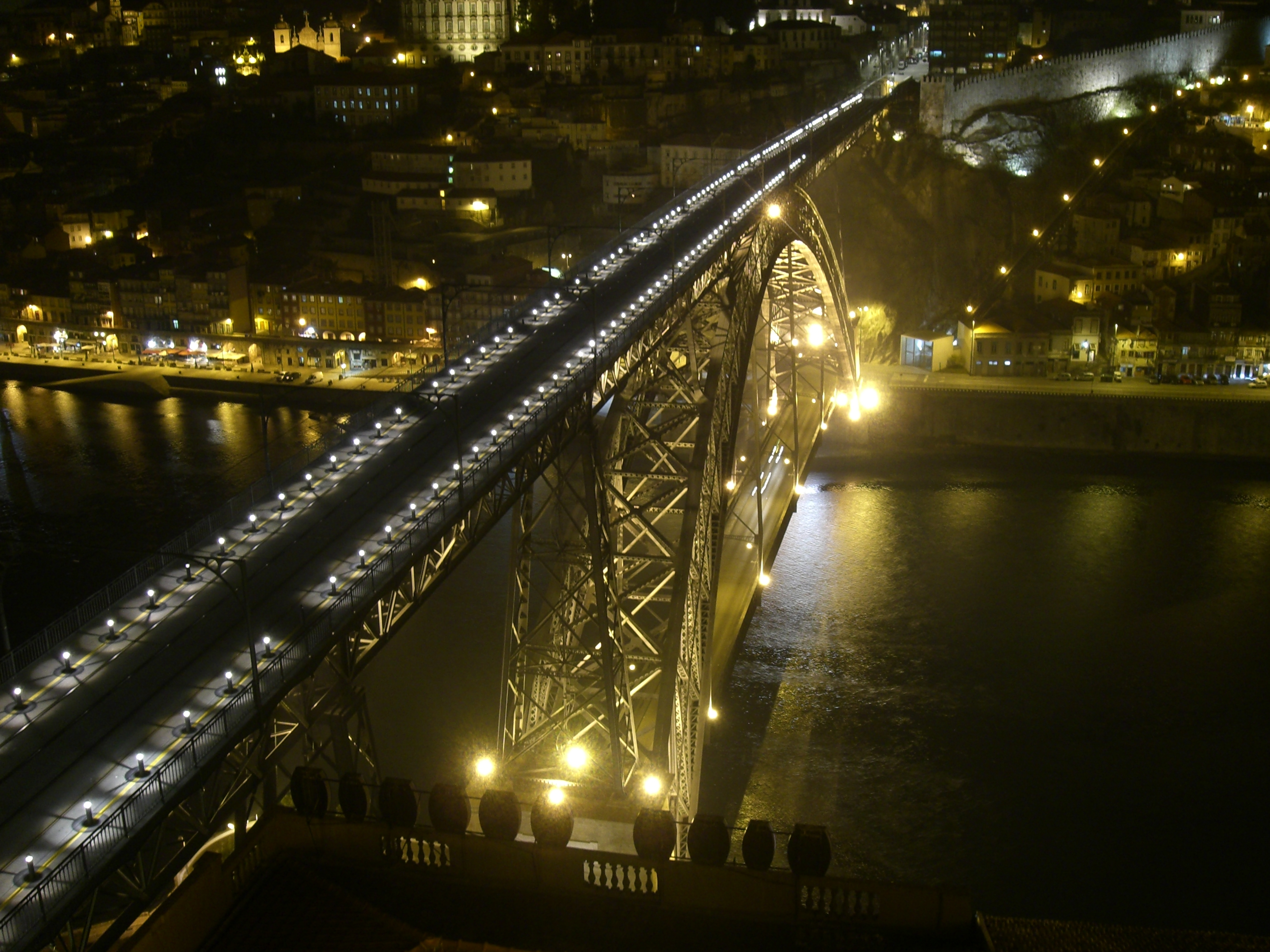
Most nocą
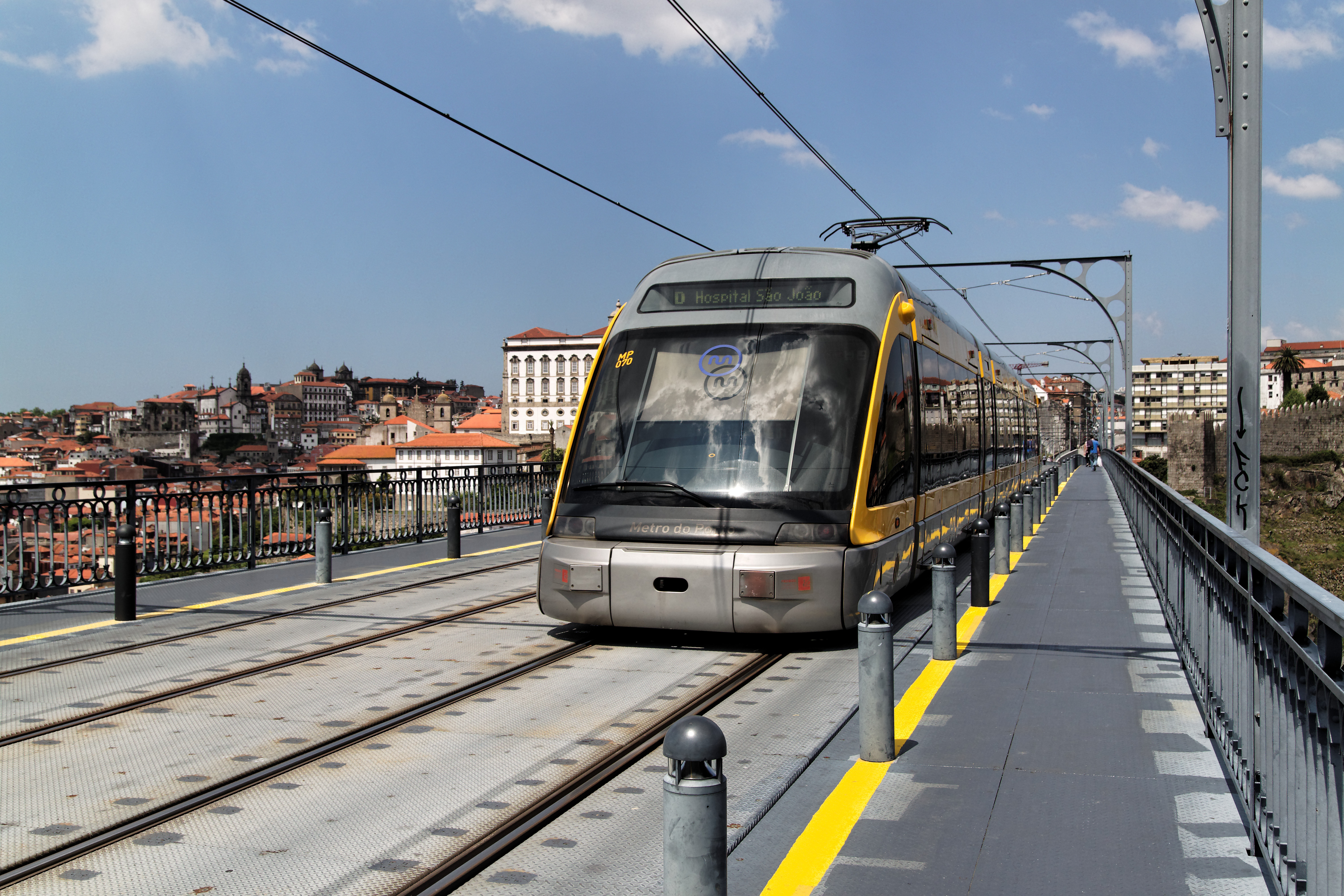
Skład metra na moście